# Benjamin-Pierre Perrot
Pour les articles homonymes, voir Perrot.
Benjamin-Pierre Perrot (10 juillet 1791, Paris - 19 octobre 1865, Villiers-sur-Orge), est un général et homme politique français.

## Biographie
Il entre à Saint-Cyr en 1809, il est nommé sous-lieutenant au 16e léger, fait la campagne de Russie où il est blessé, devient capitaine et chevalier de la Légion d'honneur pendant la campagne de Saxe en 1813, est contusionné à Leipzig, prend part à la campagne de France en 1814, et reçoit une nouvelle blessure à l'affaire de Brienne.
À la première Restauration, il passe au 7e léger, et, aux Cent-Jours, est aide de camp du général Paillard, commandant du Doubs. Mis en demi-solde après Waterloo, puis rappelé à l'activité, il commande, en 1816, une compagnie de la légion départementale de la Moselle, passe à l'état-major en 1818, et devient aide de camp du général Loverdo. Officier d'ordonnance du général Fering en 1823, il commande une brigade du 2e corps de l'armée de réserve d'Espagne. 
Officier de la Légion d'honneur après la campagne, il passe comme aide de camp auprès du maréchal Jourdan, sous les ordres duquel il reste jusqu'en 1830. À cette époque, il prend part à l'expédition d'Alger comme chef de bataillon, et est envoyé, en 1831 à l'armée du Nord, où il est aide de camp du général Barrois, son beau-père. 
Employé, de 1833 à 1836, au dépôt de la guerre, c'est lui qui rédige la table méthodique de la correspondance militaire de l'empereur Napoléon. Lieutenant-colonel en 1836, colonel en 1839, commandeur de la Légion d'honneur en 1841, major de la place à Paris de 1836 à 1845, il est en même temps chef d'état-major du camp de Lunéville en 1838, du camp de Compiègne en 1841, des camps de Bretagne et de Lyon en 1843. 
Maréchal de camp en 1845, il commande, en 1847, le département de la Seine et la place de Paris, et fait partie du comité consultatif de l'état-major. Mis en disponibilité d'office en 1848, il devirnt chef d'état-major de la garde nationale de la Seine après les journées de juin, général de division en 1849, membre du comité d'état-major, commandant de la 4e division militaire (Châlons-sur-Marne) le 20 décembre 1851, grand-officier de la Légion d'honneur en 1854, et est admis dans la section de réserve de l'état-major général en 1856. 
Très attaché à Napoléon III, il est élu député au Corps législatif, comme candidat du gouvernement, dans la 3e circonscription de la Seine, le 25 avril 1858, en remplacement du général Cavaignac, qui a refusé de prêter serment. L'année suivante, Perrot est nommé questeur de la Chambre. Il est battu aux élections de juin 1863 et quitte son siège le 4 novembre de cette année.

## Sources
- « Benjamin-Pierre Perrot », dans Adolphe Robert et Gaston Cougny, Dictionnaire des parlementaires français, Edgar Bourloton, 1889-1891 [détail de l’édition]